# Anais Möller
Anais Möller és una astrofísica veneçolana que ara com ara exerceix com a investigadora en la Universitat Nacional Australiana, especialment en l'observatori del Mont Stromlo a Canberra.

## Biografia

### Formació acadèmica
Möller va estudiar física teòrica en la Universitat Simón Bolívar a Veneçuela. Més endavant es va traslladar a França per realitzar els seus estudis de Màster i Doctorat en la Universitat de París 7 Denis Diderot.

### Carrera
En finalitzar els seus estudis a França es va traslladar a Austràlia per vincular-se professionalment amb la Universitat Nacional Australiana, on actualment exerceix com a investigadora a l'observatori del Mont Stromlo a Canberra. Allà estudia les supernoves de tipus Ia, sistemes que utilitza per mesurar distàncies espacials i estudiar l'expansió de l'univers. A més a més avança projectes de classificació fotomètrica, aprenentatge automàtic i sondejos sobre energia fosca.